# 拟亚菊
拟亚菊（学名：Dendranthema glabriusculum）为菊科菊属的植物，是中国的特有植物。分布在中国大陆的陕西、四川、云南等地，生长于海拔940米至2,600米的地区，常生于山坡，目前尚未由人工引种栽培。